# Sonique
Sonia Clarke, cunoscută sub pseudonimul Sonique, (n. 21 iunie 1968, Crouch End, Londra, Anglia, Regatul Unit) este o cântăreață, muziciană, compozitoare și ocazional DJ-iță de origine britanică. În 1989, ea s-a alăturat grupului S'Express, înregistrând un album de studio cu acesta. Ulterior interpreta a optat pentru o carieră solo începând cu anul 2000, când albumul Hear My Cry a fost lansat în Regatul Unit. La scurt timp au fost promovate piesele de mare succes „It Feels so Good” și „Sky”, iar anul următor Sonique a câștigat un premiu BRIT la secțiunea „Cea mai bună interpretă solo britanică”. După o perioadă de succese mediocre, în iunie 2009 i s-a pus diagnosticul de cancer mamar, însă din cauza metastazei i-au fost atinse și membrele superioare precum și câteva organe.

## Discografie

### Cântece promovate
| Anul              | Single                           | Poziția maximă | Poziția maximă | Poziția maximă | Poziția maximă | Poziția maximă | Poziția maximă | Poziția maximă | Poziția maximă | Poziția maximă | Poziția maximă | Poziția maximă | Poziția maximă | Album            |
| Anul              | Single                           | UK             | AUS            | AUT            | CAN            | GER            | IRL            | NZL            | NOR            | SUE            | ELV            | S.U.A.         | S.U.A. Dance   | Album            |
| ----------------- | -------------------------------- | -------------- | -------------- | -------------- | -------------- | -------------- | -------------- | -------------- | -------------- | -------------- | -------------- | -------------- | -------------- | ---------------- |
| 1985              | „Let Me Hold You”                | —              | —              | —              | —              | —              | —              | —              | —              | —              | —              | —              | —              | doar single      |
| 1990              | „Nothing to Lose”[A]             | 32             | —              | —              | —              | —              | —              | —              | —              | —              | —              | —              | —              | Intercourse      |
| 1991              | „Find'em, Fool'em, Forget'em”[A] | 43             | —              | —              | —              | —              | —              | —              | —              | —              | —              | —              | —              | Intercourse      |
| 2000              | „It Feels So Good” (remix)[B]    | 1              | 21             | 2              | 2              | 2              | 2              | 7              | 1              | 3              | 2              | 8              | 1              | Hear My Cry      |
| 2000              | „Sky”                            | 2              | 18             | 8              | —              | 11             | 10             | 48             | 6              | 13             | 18             | —              | 10             | Hear My Cry      |
| 2001              | „I Put a Spell on You”[B]        | 8              | —              | —              | —              | 70             | 18             | —              | —              | 28             | 44             | —              | —              | Hear My Cry      |
| 2003              | „Can't Make Up My Mind”          | 17             | —              | —              | —              | —              | —              | —              | —              | —              | —              | —              | —              | Born to Be Free  |
| 2003              | „Alive”                          | 70             | —              | 33             | —              | —              | —              | —              | —              | —              | 80             | —              | —              | Born to Be Free  |
| 2004              | „Another World” (cu Tomcraft)    | —              | —              | 75             | —              | —              | —              | —              | —              | —              | —              | —              | —              | Sonique on Kosmo |
| 2005              | „Why”                            | —              | —              | —              | —              | 90             | —              | —              | —              | —              | —              | —              | —              | Sonique on Kosmo |
| 2006              | „Sleezy”                         | —              | —              | —              | —              | —              | —              | —              | —              | —              | —              | —              | —              | Sonique on Kosmo |
| 2009              | „Better Than That”               | —              | —              | —              | —              | —              | —              | —              | —              | —              | —              | —              | —              |                  |
| Hituri de top 10  | Hituri de top 10                 | 3              | 0              | 2              | 1              | 1              | 2              | 1              | 2              | 1              | 1              | 1              | 2              |                  |
| Hituri de top 40  | Hituri de top 40                 | 4              | 2              | 3              | 1              | 2              | 3              | 1              | 2              | 3              | 2              | 1              | 1              |                  |
| Hituri de top 100 | Hituri de top 100                | 5              | 2              | 4              | 1              | 4              | 3              | 2              | 2              | 3              | 4              | 1              | 2              |                  |

Note
- A ^ Lansat ca membră a formației S'Express.
- B ^ Lansate original în 1998, însă cu puțin succes. În 2000, un remix al „It Feels So Good” a fost lansat, urmat de relansarea piesei „I Put a Spell on You”.